# Алпатьево (село)
Алпатьево — село в городском округе Луховицы Московской области, железнодорожная станция Рязанского направления Московской железной дороги.
До 2006 года село относилось к Алпатьевскому сельскому округу Луховицкого района и было его центром. В черте жилой зоны села находятся несколько подъёмников для горнолыжников — это дело рук энтузиастов, любителей кататься на горных лыжах, из города Рязани.
Селом раньше владел Спасо-Преображенский монастырь. Названо по легендам в честь Евпатия Коловрата. Однако существует версия о том что имя селу дало ремесло, по изготовлению деревянных лопат для выпечки хлебов. Село описано в произведениях поэта Семёна Михайловича Венцимерова.
В центре села, при выходе на высокий берег реки Ока, возвышается холм. По легенде, во времена набега монголо-татар, произошло сражение, а павшие воины были похоронены в единой братской могиле, а сверху был насыпан холм. Среди коренных жителей Алпатьева этот холм издревле известен как Городок. На самом деле это городище укреплённой южной заставы Перевитска, который располагался в 9 км выше по течению.
В селе Алпатьево сохранилась каменная церковь Казанской иконы Божией Матери постройки 1872 года. В 2012 году церковь Казанской иконы Божией Матери после капитального ремонта снова открыла двери для прихожан.
В центре села установлен мемориал памяти односельчан, погибших в годы Великой Отечественной войны.
При въезде в село расположен гостиничный комплекс «Алпатьево», кафе, магазины. На склоне реки Оки расположен горнолыжный склон.
Алпатьево — родина Героя Советского Союза лётчика Константина Петровича Комардинкина. Его имя присвоено Алпатьевской средней школе.. В 2008 году в центре села был поставлен новый памятник воинам-освободителям. На обелиске выгравированы имена всех погибших сельчан, ушедших на войну из села Алпатьево.
В 2017 Село Алпатьево стало селом Городского округа Луховицы.